# シクラメン (カクテル)
シクラメンとは、テキーラをベースとするカクテルで、ショートドリンク（ショートカクテル）である。後からグレナデン・シロップを注ぐのが特徴で、比重の差により、グレナデン・シロップが沈むため、独特の色調が出る。作者は、中川訓一。1976年に発表された。カクテル名は、植物のシクラメンに由来する。

## 標準的なレシピ
- テキーラ ： コアントロー ： オレンジ・ジュース ： レモン・ジュース ＝ 3：1：1：1
- グレナデン・シロップ ＝ 1tsp
- レモンの果皮 （香り付け用）

## 作り方
まず、テキーラ、コアントロー、オレンジジュース、レモンジュースをシェークして、カクテル・グラス（容量75～90ml程度）に注ぐ。そこに、グレナデン・シロップを静かに入れて、最後に、レモンの果皮より、精油を飛ばしかければ完成である。カクテル・グラスの中でグレナデン・シロップが沈んでいるが、ここでステアなどは行わず、そのままにしておく。なお、オレンジジュースとレモンジュースは、その場でオレンジとレモンを絞ったものを使用するのがベストであるが、市販のジュースを用いても良い。